# قرقاول طاووسی برنئویی
قرقاول طاووسی برنئویی (نام علمی: Polyplectron schleiermacheri) نام یک گونه از زیرخانواده قرقاولیان است.